# Tracy Smothers
Tracy Smothers (Springfield, 2 settembre 1962 – Evansville, 28 ottobre 2020) è stato un wrestler statunitense.
Divenne noto per aver lottato nell'Extreme Championship Wrestling e nella World Wrestling Federation rispettivamente con il suo vero nome e con il nome di Freddie Joe Floyd. Usava anche farsi chiamare Shaquille Ali.

## Carriera nel wrestling

### World Wrestling Federation (1996–1997)
Di fronte a una WCW in espansione e al loro limitato bacino di talenti, Jim Cornette suggerì che alcuni lottatori ancora senza contratto fossero reclutati dalla WWF. Questo portò alla firma di Smothers, Tony Anthony, Bill Irwin, Tom Brandi e Alex Porteau. A tutti tranne Porteau furono dati nuovi nomi, e Smothers divenne "Freddie Joe Floyd". Il nome era un riferimento a Jack Brisco, il cui vero nome era "Freddie Joe", e a suo fratello Jerry, che si chiamava invece "Floyd". entrambi i fratelli Brisco erano originari di Bowlegs, Oklahoma, la medesima città natale del personaggio di Freddie Joe Floyd. Egli esordì il 29 giugno 1996, durante una puntata di WWF Superstars, sconfiggendo Justin Hawk Bradshaw. Nella sua prima apparizione a Monday Night RAW, il 22 luglio, sconfisse Mankind.
Inizialmente utilizzato principalmente per le registrazioni televisive, Floyd si riprese sconfiggendo Uncle Zebekiah nell'episodio del 3 agosto di WWF Superstars. Il 29 settembre al Madison Square Garden affrontò Hunter Hearst Helmsley, vincendo per countout grazie all'interferenza di Mr. Perfect che distrasse Helmsley (e diventando inavvertitamente la prima persona a riuscire ad alzarsi dopo avere subito il Pedigree). Il 5 gennaio 1997 sfidò Helmsley per l'Intercontinental Championship ma fu sconfitto. Lottò nel suo ultimo match come Freddy Joe Floyd il 2 giugno, quando sconfisse T.L. Hopper.

### Extreme Championship Wrestling (1997–1999)
Mentre era ancora sotto contratto con la WWF, il 22 febbraio 1997 entrò nella Extreme Championship Wrestling, come "The Main Man" Tracy Smothers. Il 15 marzo a Hostile City Showdown fece coppia con "The Rookie" Chris Chetti contro Little Guido e "The Big Don" Tommy Rich. Durante il match, Smothers tradì Chetti e si unì alla stable Full Blooded Italians (pur non essendo italiano). Smothers, a lungo associato agli stereotipi del wrestler sudista, veniva presentato come originario di "Nashville, Italia" o genericamente proveniente dal "sud Italia". Iniziò a fare una danza buffa, che l'annunciatore della ECW Joey Styles spesso commentava dicendo: «Che diavolo è quella danza orribile?». Smothers veniva spesso preso in giro dal pubblico che lo chiamava "Freddy Joe!" in relazione al suo stint nella WWF.
Presenza regolare nel roster ECW, lottò frequentemente in coppia con Little Guido in match contro The Pitbulls. Il 7 giugno furono da questi sconfitti a Wrestlepalooza. Smothers & Guido affrontarono numerosi avversari quell'estate, inclusi Balls Mahoney & Axl Rotten. Smothers & Guido sconfissero John Kronus & New Jack conquistando l'ECW Tag Team Championship. Difesero con successo le cinture contro Mahoney & Rotten, e anche contro New Jack & Kronus. Il loro regno titolato ebbe fine il 5 dicembre 1997, quando furono sconfitti da Doug Furnas & Phil Lafon.
Il 1º marzo a Living Dangerously, lui e Little Guido furono sconfitti da Jerry Lynn & Chris Chetti. A Wrestlepalooza del 3 maggio, Guido & Smothers persero contro Super Nova & The Blue Meanie. Il 16 maggio The F.B.I. attaccò Nova e Meanie, salendo sul ring con le note di New York, New York di Frank Sinatra (Sinatra era morto due giorni prima).
All'evento Guilty as Charged del 10 gennaio 1999, gli F.B.I. (Guido & Smothers) affrontarono Rotten & Mahoney e Roadkill & Doring in un elimination match ma furono sconfitti.

### Ritorno nella World Wrestling Federation (1999–2000)
Nel luglio 1999 tornò nella WWF utilizzando il suo vero nome e fu sconfitto dal Freebird Michael Hayes a Shotgun Saturday Night. Il suo ruolo questa volta era quello di semplice jobber, e fu battuto da Rikishi, Chaz, Tazz e Val Venis. Il suo ultimo match in WWF si svolse il 20 giugno 2000. Si trattò di un dark match a Sunday Night Heat dove perse contro Scott Vick.

### Ritorno nella World Championship Wrestling (2000)
Il 5 gennaio 2000 Smothers lottò un match nella WCW, perdendo contro The Barbarian a WCW Worldwide, puntata andata in onda il 29 gennaio.

### Circuito indipendente (2005–2010)

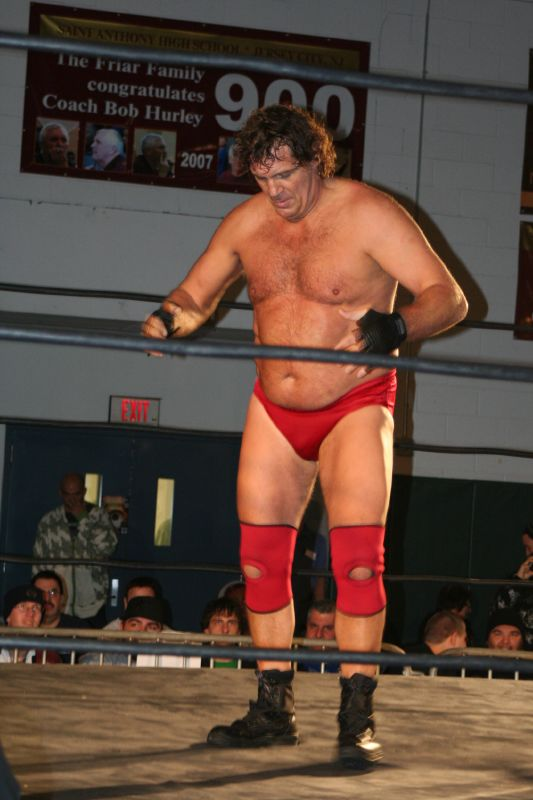
Smothers nel novembre 2008

## Vita privata
Nel luglio 2016 si costituì parte civile in una class action nei confronti della WWE, con l'avvocato Konstantine Kyros a rappresentare i querelanti. Nel settembre 2018 le cause sono state respinte dal giudice Vanessa Lynne Bryant, ma è stato presentato ricorso. Il contenzioso sostiene che la WWE ha deliberatamente nascosto i rischi di lesioni gravi e permanenti ai suoi atleti. Nel settembre 2020 il ricorso è stato respinto da una corte d'appello federale.

### Morte
Smothers morì a causa di un linfoma il 28 ottobre 2020, all'età di 58 anni.

## Personaggio

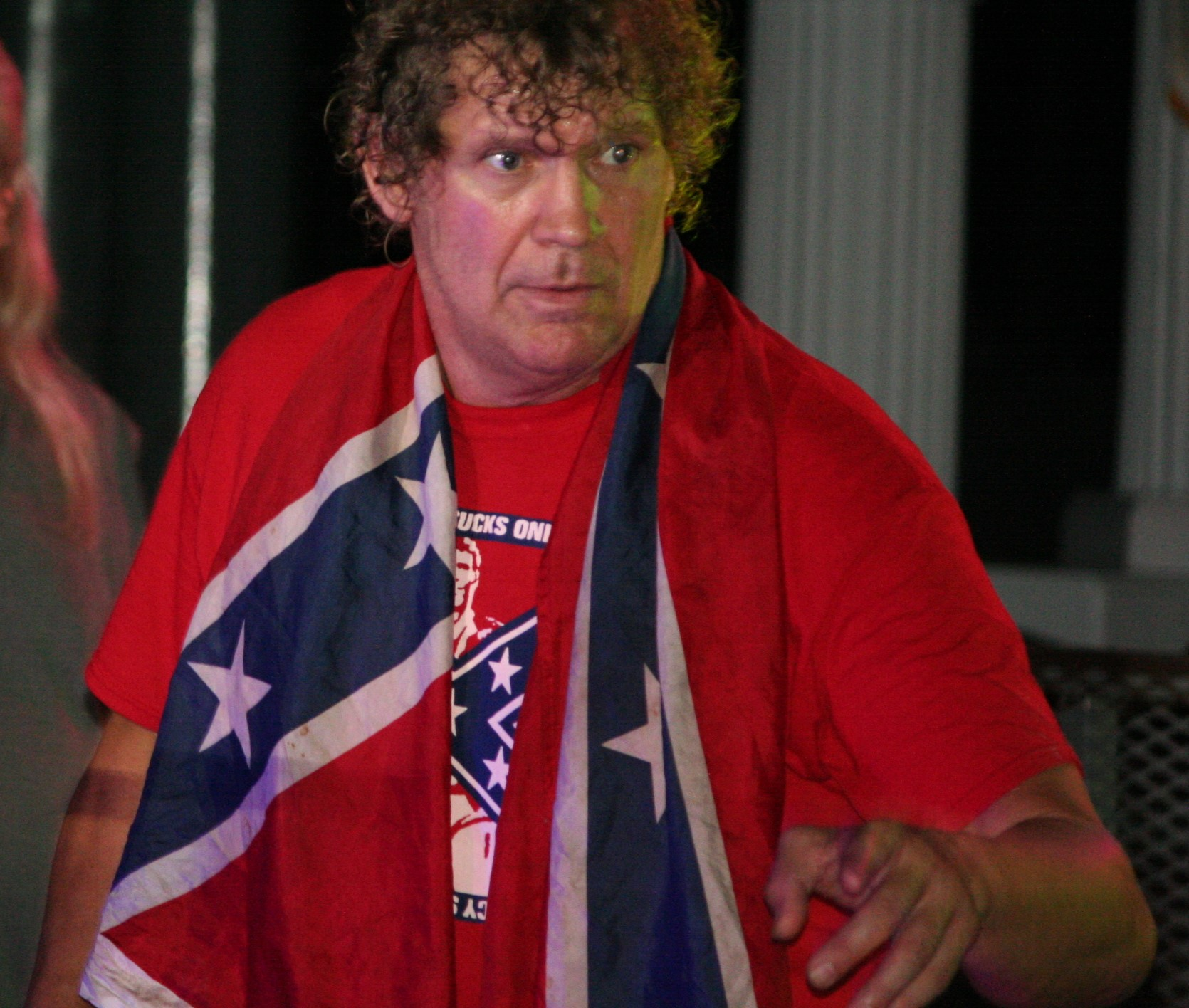
Smothers nel 2015

### Mosse finali
- Jaw Jacker (Diving back elbow drop
- Southern Kick (Spinning heel kick

### Manager
- Brandon Baxter
- Tommy Rich
- Marcus Woodrow III
- Victor Quiñones
- Jason James
- Sherri Martel
- Spragga Benz
- L.A. Warren
- Jimmy Falcon
- Jake Johnstone
- Tim Lawler
- Isabella Smothers

### Soprannomi
- "The Main Man"
- "The Wild Eyed Southern Boy"

## Titoli e riconoscimenti
- All-Star Wrestling
  - ASW Heavyweight Championship (1)
  - ASW Southern Heavyweight Championship (1)
- All-State Wrestling
  - ASW Heavyweight Championship (1)
- Bad 2 The Bone Wrestling
  - BBW Heavyweight Championship (1)
- Celtic Wrestling
  - CW Heavyweight Championship (1)
- Central Wrestling Federation
  - CWF Tag Team Championship (1) - con Paul Diamond
- Championship Wrestling from Florida
  - NWA Florida Tag Team Championship (1) - con Steve Armstrong
- Cleveland All-Pro Wrestling
  - CAPW Heavyweight Championship (1)
- Cloverleaf Radio Hall of Fame
  - Classe 2008
- Continental Wrestling Association/Championship Wrestling Association
  - CWA Tag Team Championship (1) - con John Paul
  - NWA Mid-America Heavyweight Championship (1)
- Destination One Wrestling
  - D1W Heavyweight Championship (1)
- Extreme Championship Wrestling
  - ECW World Tag Team Championship (1) - con Little Guido
- Ohio Valley Wrestling
  - OVW Southern Tag Team Championship (1) - con Steve Armostrong
- Pro Wrestling Illustrated
  - 371º nella classifica dei 500 migliori wrestler singoli su PWI Years (2003)